# Phacidium coniferarum
Phacidium coniferarum är en svampart som först beskrevs av G.G. Hahn, och fick sitt nu gällande namn av DiCosmo, Nag Raj & W.B. Kendr. 1983. Phacidium coniferarum ingår i släktet Phacidium och familjen Phacidiaceae.  Arten är reproducerande i Sverige. Inga underarter finns listade i Catalogue of Life.